# 飛鳥山隧道
飛鳥山隧道（日语：／）位於東京都北區，是首都高速中央環狀線的一部分，以地下隧道的形式穿過飛鳥山公園以及上越新幹線、東北本線、京濱東北線、東京地下鐵南北線和都電荒川線。

## 歷史
- 2002年12月25日 : 板橋JCT〜江北JCT開通啟用。

## 設施
- 外環長740公尺
- 內環長480公尺
- 單側2車道
- 本隧道另設有一座飛鳥山換氣所

## 鄰近設施
- 首都高速中央環狀線
- (C31)瀧野川入口 - 飛鳥山隧道 - (C33)王子南出入口 - (C34)王子北出入口